# مایترو دو تامپ
متر دو تان (به فرانسوی: Maîtres du temps) یک شرکت ساعت‌سازی سوئیسی است که در سال ۲۰۰۸ میلادی در شهر ژنو، سوئیس تأسیس شد. کلکسیون ساعت‌های این شرکت، تنها مختص ساعت‌های گران‌قیمت مردانه می‌شوند.
ساعت‌های کلکسیون مایترو دو تامپ توسط سه تن از مشهورترین ساعت‌سازان جهان به نام‌های کریستفر کلارت، راجر دوبوئیس و پیتر اسپیک‌مارین، طراحی و ساخته می‌شوند.

## کلکسیون

### فصل اول

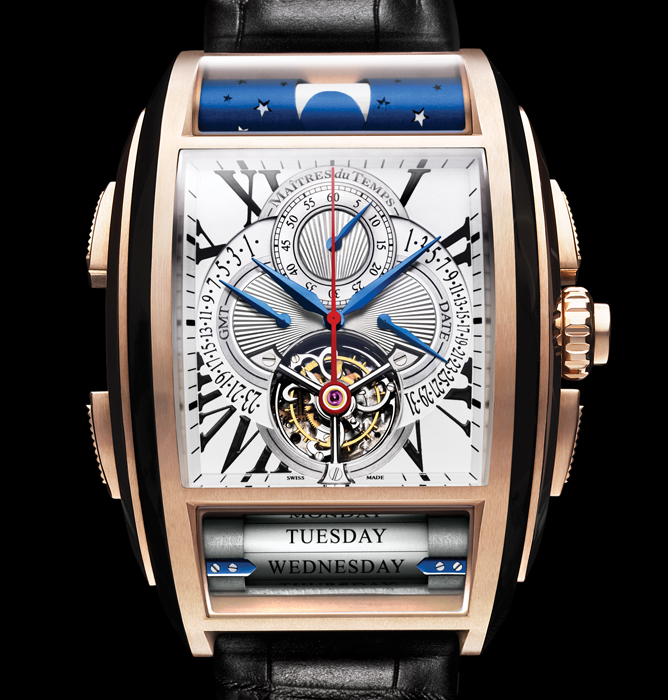
ساعت «فصل اول»، با قیمت پایه ۴۰۰هزار دلار، یکی از گران‌قیمت‌ترین ساعت‌های مچی جهان است.

در سال ۲۰۰۸ میلادی، با بیش از ۷۰۰ قطعه تشکیل‌دهنده، اولین ساعت ساخته‌شده توسط شرکت مایترو دو تامپ به نام تجارتی فصل اول (Chapter One)، به بازارهای جهانی عرضه شد. قیمت پایه آن ۴۰۰هزار دلار، قیمت‌گذاری شد.

### فصل دوم
دومین ساعت ساخته‌شده توسط شرکت مایترو دو تامپ به نام تجارتی فصل دوم (Chapter Two) به زودی در بازارهای جهانی عرضه خواهد شد. این ساعت هنوز قیمت‌گذاری نشده‌است.